# Арте дель Камбио

Герб Арте дель Камбио

Арте дель Камбио (итал. Arte del Cambio — Гильдия менял) — цех, гильдия искусств и ремёсел города Флоренции, одна из многих гильдий, открывавшихся до и во время Итальянского Ренессанса. Членами гильдии становились банкиры и менялы. Арте дель Камбио была одной из семи главных гильдий декоративно-прикладного искусства во Флоренции.
Покровителем гильдии был выбран Сан-Маттео, чью статую отлил Лоренцо Гиберти, также автора статуи Сан-Джованни Баттиста, которую он отлил для Арте ди Калимала.

## История

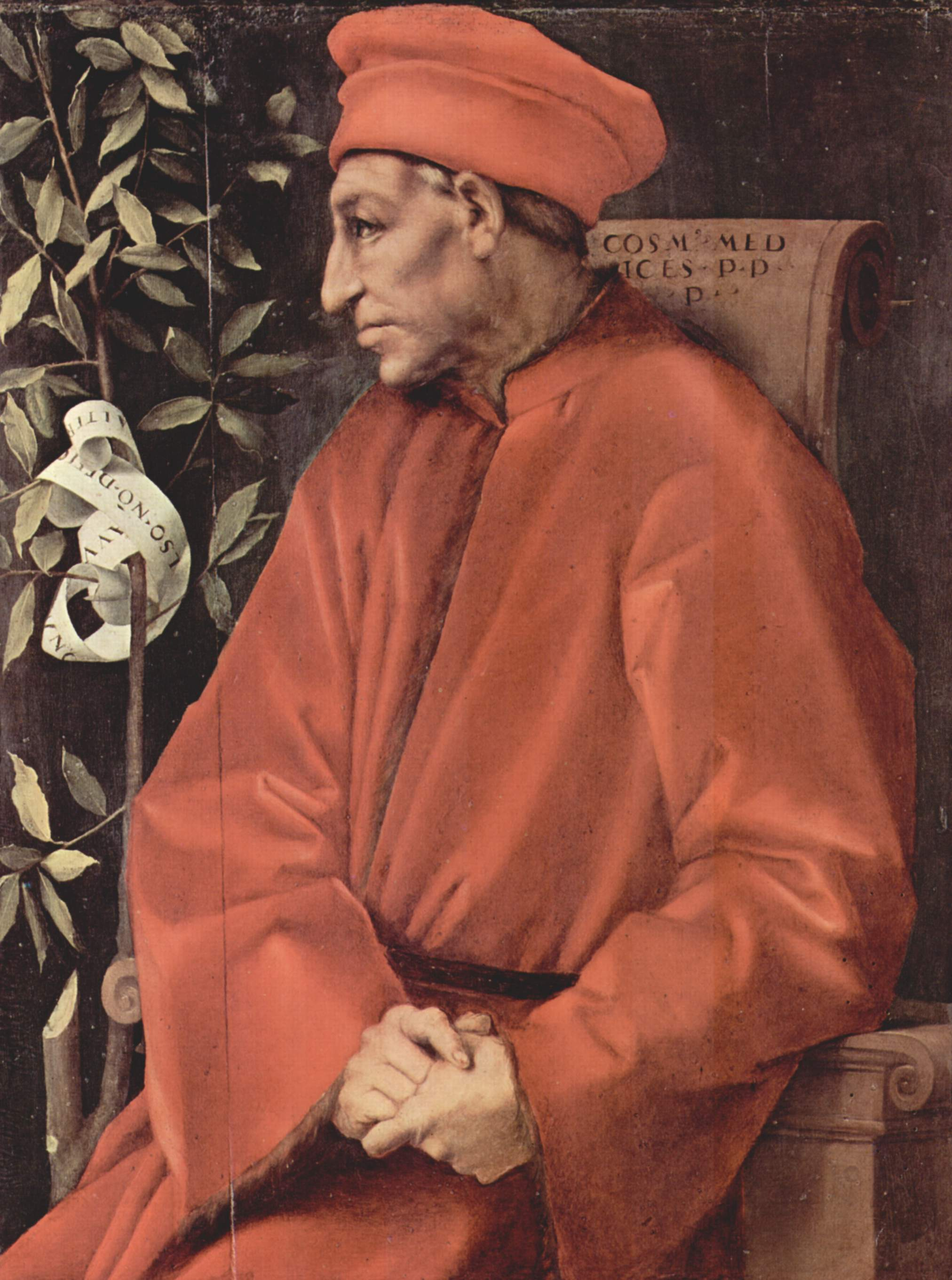
Козимо Медичи

Гильдия появилась примерно в 1202 году, отдельно от богатой торговой гильдии Арте ди Калимала, и объединяла торговцев векселями и драгоценными камнями, а также всех, кто занимался вкладами или местными и зарубежными кредитами.
Консулы гильдии находились в районе Меркато Веккьо и Меркато Нуово и в районах Олтрарно и Орсанмикеле. В последних размещалась большая часть лавок менял. Работа была распределена между magistri, истинными членами гильдии, и discepoli, то есть учениками, проходившими обучение в течение от 5 до 10 лет, а также sensali, работавшими в сельской местности.
В 1252 году они начали навязывать свою собственную валюту, золотой флорин, который впоследствии распространился по всей Европе.
В 1352 году, Арте дель Камбио разместила свою «штаб-квартиру» на площади Синьории под крышей Лоджии Пизани (разрушенной в XIX веке), соседствовавшей с гильдией Калимала. В 1404 году в гильдию вступил молодой Козимо Медичи.
После нескольких веков авторитета и богатства, в 1530 году во время осады Флоренции гильдии был нанесён огромный ущерб: Республика конфисковала своё имущество, чтобы обеспечить потребности войны. То немногое, что осталось, пошло на финансирование строительства галереи Уффици по приказу герцога Тосканского Козимо I.
Как и все остальные гильдии города, Арте дель Камбио была упразднена в 1770 году по приказу герцога Тосканского Леопольда II.
Менялы и банкиры
Деятельность менял разворачивалась вблизи рынка. Их задачей было сидеть на скамейке со специальным кошельком на шее (scarsella) и записывать сделки в особый журнал. Обмен валюты не было единственным занятием членов гильдии. В реалии, основной прибылью являлись кредиты под проценты и денежные переводы из Флоренции, через систему, так называемую, письма обмена. Несмотря на то, что это изобретение уже существовало ранее и уже использовалось в других частях страны, флорентийские менял смогли распространить и легализовать эту практику, которую так любили использовать купцы. Это было подобно чеку или векселю, что позволяло снять требуемую сумму в городе, в котором он был представлен, избегая путешествий или отправки наличных денег за границу и, таким образом, передавать большие суммы с большей безопасностью и скоростью.
Флорентийцы стали несравненными своей надёжностью и профессионализмом и пользовались большим авторитетом по всей Европе.